# The Backslider
The Backslider è un cortometraggio muto del 1914 diretto da J. Farrell MacDonald.

## Trama
Una povera giovane, vedova e con il bambino in braccio, viene sfrattata. Cercando rifugio in un villaggio, viene accolta dall'avaro locale il cui duro cuore si intenerisce davanti a quella madre angustiata. Così la lascia in casa per andare in paese a comperare del latte. Durante la sua assenza, irrompono nell'abitazione due galeotti fuggitivi che intendono mettere le mani sopra il denaro del padrone di casa. Ma, dentro, trovano solo quella giovane donna ignara. Senza badare alle sue suppliche, iniziano a torturarla per farsi dire dove possono trovare il tesoro del vecchio. Quando questo torna a casa, implora i due banditi ma viene salvato solo dall'arrivo dello sceriffo, chiamato da una zitella che vorrebbe ricondurre all'ovile della chiesa quella pecorella perduta, ovvero il vecchio avaro.
Dopo l'arresto dei due galeotti, il vecchio continua ad occuparsi dei suoi protetti, giungendo ad adottare il piccolo orfano.

## Produzione
Il film fu prodotto dalla Biograph Company.

## Distribuzione
Distribuito dalla General Film Company, il film - un cortometraggio in una bobina - uscì nelle sale cinematografiche statunitensi il 14 settembre 1914.